# Карасуський сільський округ (Жамбильський район, Жамбильська область)
Карасу́ський сільський округ (каз. Қарасу ауылдық округі, рос. Карасуский сельский округ) — адміністративна одиниця у складі Жамбильського району Жамбильської області Казахстану. Адміністративний центр — село Ащибулак.
Населення — 1941 особа (2021; 1913 у 2009, 1991 у 1999, 2087 у 1989).
Станом на 1989 рік існувала Піонерська сільська рада (села Піонер, Чайдана). 1997 року Піонерський сільський округ був ліквідований та приєднаний до складу Колькайнарського сільського округу, однак він був відновлений 2002 року. 2017 року округ отримав сучасну назву.

## Склад
До складу округу входять такі населені пункти:
| Населений пункт | Старі назви | Населення, осіб (1989) | Населення, осіб (1999) | Населення, осіб (2009) | Населення, осіб (2021) |
| --------------- | ----------- | ---------------------- | ---------------------- | ---------------------- | ---------------------- |
| Ащибулак, село  | Піонер      | 1086                   | 1202                   | 1443                   | 1228                   |
| Шайдана, село   | Чайдана     | 1001                   | 789                    | 470                    | 713                    |